# Japenoides
Japenoides (лат.) — меланезийский род слепней из подсемейства Tabaninae, трибы Diachlorini. Название рода дано по острову Япен, расположенного около острова Новая Гвинея (провинция Папуа, Индонезия).

## Внешнее строение
Небольшие стройные слепни длинной тела от 9 до 11 мм. Глаза голые, зелёные с фиолетовыми или коричневыми полосами с жёлтыми краями. У самцов верхние фасетки глаз крупнее нижних. Граница между фасетками разного размера не чёткая. Глазковый бугорок хорошо развит. Сосательные лопасти мясистые, составляют половину длины хоботка. Крылья затемнённые, четвёртая радиальная жилка с заметным придатком. Концевые сегменты брюшка самки сплюснуты дорсо-вентрально.

## Биология
Биология и экология слабо изучена. Встречаются до высоты 1100 м над уровнем моря.

## Классификация
Макеррас в ревизии слепней Папуа-Меланезии приводил 7 видов рода Japenoides. В каталоге двукрылых Австралии и Океании указано только шесть видов, за счёт переноса вида Japenoides veitchi (Bezzi, 1928) в состав монотипического рода Parabolbodimyia Mackerras & Rageau, 1958.
- Japenoides aureus Mackerras, 1971
- Japenoides cheesmanae Oldroyd, 1949typus
- Japenoides festivus (Oldroyd, 1949)
- Japenoides nigricostus Mackerras, 1971
- Japenoides oudella (Oldroyd, 1949)
- Japenoides ratcliffei (Mackerras & Rageau, 1958)

## Распространение
Ареал рода охватывает север острова Новая Гвинея, Архипелаг Бисмарка, Соломоновы острова, Вануату и Фиджи.